# Денисовы
Денисовы — русский дворянский и графский род.
В Гербовник внесены две фамилии Денисовых:
1. Потомства Наума Кондратьевича и Алексея Григорьевича, написанных в Курской десятне в 1636 г. (Герб. Часть VII. № 89).
2. Граф Фёдор Петрович Денисов, наказный атаман Войска Донского, получивший орден Святого Георгия 3 степени в 1789 г. (Герб. Часть VIII. № 4).[1]

## Дворяне Денисовы
Дворянский род Денисовых, возможно, происходит от Новгородских бояр, где упомянут Кондратий Денисов: "ловят семги во все лето по данной грамоте старых новгородских бояр Кондратии Денисова" (1465/66).
Опричниками Ивана Грозного числились: Василий, Неждан и Филимон Денисовы (1573). Назар Иванович, Михаил и Афанасий Тимофеевичи помещики в Ряжском и Рязанским уездах (1590), Никита Сысоевич вёрстан новичным окладом по Мценску (1596), а Беляй Иванович в Рязанском уезде (1617). Лаврентий Артемьевич вотчинник в Рязанском уезде (1680).
В Средней России c XVII века известны ещё два рода Денисовых, внесённые в VI часть родословной книги Курской, Воронежской и Ярославской губерний (Гербовник, VII, 89). Остальные 29 дворянских родов Денисовых — позднейшего происхождения.
Владели населёнными имениями восемь представителей рода Денисовых (1699).

## Графы Денисовы
Графский род Денисовых происходит от генерала от кавалерии Федора Петровича Денисова, который (4 апреля 1799) произведен императором Павлом I в графское достоинство и пожалован гербом (5 апреля 1801).

## Донские дворяне Денисовы
Род донского дворянства, происходящий от Дениса Ильина, казачьего начальника станицы Пятиизбянской. Род этот разделился на множество ветвей, внесённых во II часть родословной книги Области Войска Донского.
Наиболее известен из потомков Дениса Ильина его внук, атаман Фёдор Петрович (1738–1803), первый граф из донских казаков. По причине отсутствия сыновей его фамилия и титул были переданы его внуку, Василию Васильевичу Орлову, который с потомством принял фамилию Орлова-Денисова (Гербовник, VIII, 4).
Следующее после Фёдора Петровича поколение рода Денисовых представляют его племянники — Василий Тимофеевич (1771—1822) и Андриан Карпович (1763—1841).
В щите, разделённом надвое, в верхней половине в правом серебряном поле видна выходящая с правой стороны из облака рука в латы облаченная с саблей, а в левом красном поле изображён золотой крест, окружённый четырьмя золотыми же шестиугольными звездами. В нижней половине в голубом поле выходящая с левой стороны из облака рука в серебряных латах мечом поражает в челюсть змея.
Щит увенчан дворянским шлемом и короной со страусовыми перьями. Намёт на щите с правой стороны серебряный, подложенный голубым, а с левой стороны красный, подложенный серебром. Герб рода Денисовых (потомства Наума Кондратьева сына Денисова) внесён в Общий гербовник дворянских родов Российской империи, часть 7, 1-е отд., стр. 89.

## Описание герба

#### Герб. Часть XVIII. № 41.
Герб потомства штабс-ротмистра Василия Евксентьевича Денисова: щит рассечённый. В правой золотой части черные скрещенные бунчук и булава. В левой лазуревой части выходящая с левого бока щита из серебряных облаков правая рука в таковых же латах, держащая серебряный с золотой рукоятью изогнутый меч (польский герб Малая Погоня). Над щитом дворянский коронованный шлем. Нашлемник - три страусовых пера: среднее - голубое, правое золотое, левое серебряное. Намет справа черный с золотом, слева голубой с серебром.

## Известные представители
- Денисов Волокита Григорьевич — помещик Рязанского уезда (1617).
- Денисов Перфилий — служил в детях боярских по Ливнам, ему дано государево жалование (1631).
- Денисов Афанасий — дьяк (1676).
- Денисов Родион Семёнович — рейтар, участник Чигиринского похода (1678).
- Денисов Афанасий — дьяк, воевода на Двине (1686—1688)[6].
- Денисов Кузьма Семенович — дьяк (1692).[7]